# ドニエベル・アレシャンデル・マランゴン
ドニ（Doni）ことドニエベル・アレシャンデル・マランゴン（Donieber Alexander Marangon, 1979年10月22日 - ）はブラジル・サンパウロ州ジュンジアイ出身の元サッカー選手。ポジションはゴールキーパー。イタリア・ロンバルディア州マントヴァ在住の祖母を持つため、イタリア国籍も有する。

## 経歴

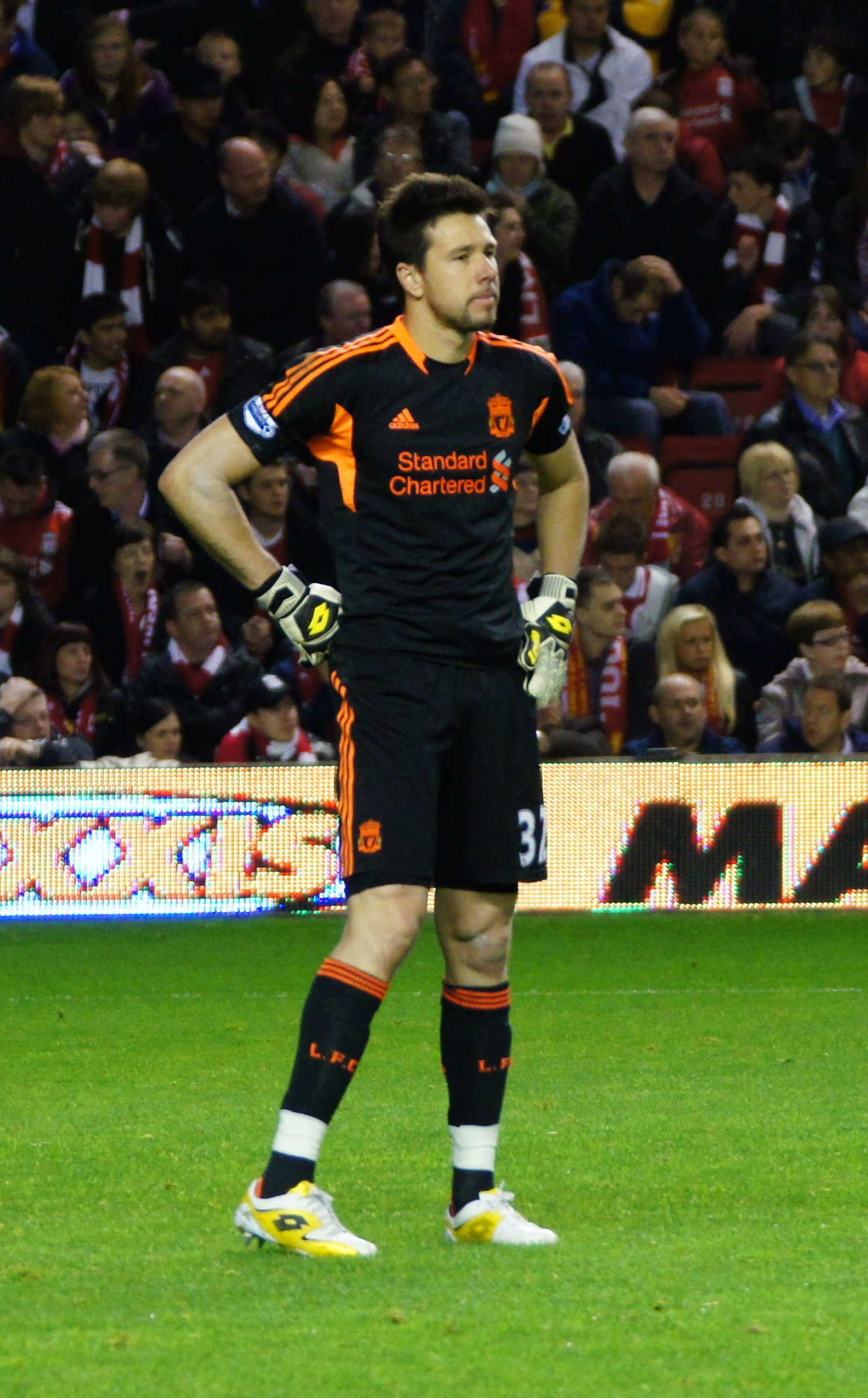
2012年5月1日、フラム戦にて

イタリアでは無名の選手であったが、アントニオ・カルロス・ザーゴの手引きでASローマに入団。セリエAのデビュー戦は2005年10月23日、SSラツィオとの「ローマ・ダービー」だった。
2005-06シーズンはジャンルカ・クルチから定位置を奪うと、ローマの11連勝に貢献した。ブラジル代表にも選出され、コパ・アメリカ2007では正GKとしてセレソンの優勝に貢献した。その後は同胞のジュリオ・セルジオ・ベルタニョーリと激しい定位置争いを繰り広げたが、毎年コンスタントに30試合以上出場した。しかし、2009-10シーズンは故障でその座を失い、2010-11シーズンもボグダン・ロボンツの加入で出場機会には恵まれなかった。
2011年7月15日、リヴァプールFCへ移籍。移籍後はペペ・レイナの控えを務めた。2012年4月1日のニューカッスル・ユナイテッドFC戦でレイナが退場処分を受けたため、4月7日のアストン・ヴィラFC戦でプレミアデビューを飾った。しかし、4月10日のブラックバーン・ローヴァーズFC戦で今度は自身が相手MFジュニア・ホイレットを倒して一発退場となった。この年は4試合の出場に止まった。
2012-13シーズン開幕前の健康診断で、心臓に異常が見つかって心肺停止に陥り一時は意識を失った。その後、検査を受けるためローマに渡りチームを離脱。第2GKの座はブラッド・ジョーンズに譲った。結局、一発退場になったブラックバーン戦がプレミアでの最後の出場となった。
2013年1月31日、フリートランスファーでボタフォゴFCへ移籍。約8年ぶりの母国復帰となった。だが、定期検査で再び不整脈が見つかり、2013年8月13日に現役続行を断念し引退を発表した。

## 代表歴

### 出場大会
- ブラジル代表
  - 2010 FIFAワールドカップ

### 試合数
- 国際Aマッチ 10試合 0得点（2007年-2008年）[9]

| ブラジル代表 | 国際Aマッチ | 国際Aマッチ |
| 年           | 出場        | 得点        |
| ------------ | ----------- | ----------- |
| 2007         | 9           | 0           |
| 2008         | 1           | 0           |
| 通算         | 10          | 0           |

## 獲得タイトル

### クラブ
コリンチャンス
- カンピオナート・パウリスタ : 2001, 2003
- コパ・ド・ブラジル : 2002
- トルネイオ・リオ＝サンパウロ : 2002

ローマ
- コッパ・イタリア : 2006-07, 2007-08
- スーペルコッパ・イタリアーナ : 2007

### 代表
ブラジル代表
- コパ・アメリカ : 2007